# Still Feel Gone
Still Feel Gone drugi je studijski album američkog alt-country sastava Uncle Tupelo objavljen 17. rujna 2001. u izdanju Rockville Recordsa. Zajedno s prva tri albuma sastava ponovno je objavljen 2003.

## Povijest
Nakon što je njihov debitantski album No Depression od objavljivanja u siječnju 1990. do ožujka sljedeće godine prodan u 15.000 primjeraka, sastav je u sedamnaest dana u Long View Farmu, u ruralnom North Brookfieldu snimio Still Feel Gone. 
Kao i prethodni, producirali su ga Paul Kolderie i Sean Slade, a na njemu su svirali i Slade, Henneman, Rich Gilbert, Chris Bess iz Enormous Richarda te Gary Louris iz The Jayhawksa. Sastav je bio razočaran produkcijom albuma i odlučio prekinuti daljnju suradnju s Kolderiejem i Sladeom.
Uncle Tupelo je 2003. objavio reizdanja svoja prva tri albuma, koja su prije tužbe protiv njihove izdavačke kuće, Rockville Records, prodana u preko 200.000 primjeraka.

## Recenzije
William Bowers s Pitchforka napisao je u recenziji reizdanja albuma kako njegovi "spektakularni bubnjevi" i "dosadne solaže" najviše mogu zahvaliti digitalnom poliranju. Zaključio je riječima: "Ovaj album je nešto mudriji od No Depression i mudrije usmjerene energije."
Mark Deming s Allmusica nazvao je album probojem sastava u srednju struju. "Ako Still Feel Gone nije trenutno impresivan kao No Depression, nekoliko slušanja potvrđuje kako je to ipak djelo nadarenog sastava u punoh snazi, a ovo reizdanje albumu pruža poseban tretman kakav i zaslužuje."
"Still Feel Gone (1991.) još je jedan dobar album, ako ne i plodniji [od No Depression]: Farrarove pjesme su smirenije, dok Tweedyjeve — posebno uvodna "Gun" — najavljuju njegov živahniji kasniji rad kao lider Wilca", zapisao je u svojoj recenziji reizdanja John Mulvey iz The Timesa.

## Popis pjesama
| Br. | Skladba                 | Autor                                  | Trajanje |
| --- | ----------------------- | -------------------------------------- | -------- |
| 1.  | »Gun«                   | Farrar, Heidorn, Tweedy                | 3:40     |
| 2.  | »Looking for a Way Out« | Farrar, Heidorn, Tweedy                | 3:40     |
| 3.  | »Fall Down Easy«        | Farrar, Heidorn, Tweedy                | 3:08     |
| 4.  | »Nothing«               | Farrar, Heidorn, Tweedy                | 2:16     |
| 5.  | »Still Be Around«       | Farrar, Heidorn, Tweedy                | 2:44     |
| 6.  | »Watch Me Fall«         | Farrar, Heidorn, Tweedy                | 2:12     |
| 7.  | »Punch Drunk«           | Farrar, Heidorn, Tweedy                | 2:43     |
| 8.  | »Postcard«              | Farrar, Heidorn, Tweedy                | 3:38     |
| 9.  | »D. Boon«               | Farrar, Heidorn, Tweedy                | 2:32     |
| 10. | »True to Life«          | Farrar, Heidorn, Tweedy                | 2:22     |
| 11. | »Cold Shoulder«         | Farrar, Heidorn, Louris, Slade, Tweedy | 3:15     |
| 12. | »Discarded«             | Farrar, Heidorn, Tweedy                | 2:42     |
| 13. | »If That's Alright«     | Farrar, Heidorn, Tweedy                | 2:12     |

| 14. | »Sauget Wind«                                                               | Farrar          | 3:31 |
| 15. | »I Wanna Destroy You«                                                       | Robyn Hitchcock | 2:30 |
| 16. | »Watch Me Fall (Demo Version)« (prethodno neobjavljena)                     |                 | 2:08 |
| 17. | »Looking for a Way Out (Demo - Fast Version)« (prethodno neobjavljena)      |                 | 2:03 |
| 18. | »If That's Alright (Demo - Fast Acoustic Version)« (prethodno neobjavljena) |                 | 3:03 |

## Osoblje
Uncle Tupelo
- Jay Farrar - vokali, gitara, akustična gitara, električna gitara, bendžo, mandolina, usna harmonika
- Michael Heidorn - bubnjevi, prateći vokali
- Jeff Tweedy - vokali, gitara, akustična gitara, prateći vokali

Dodatno osoblje
- Brian Henneman - gitara, akustična gitara, prateći vokali
- Gary Louris - električna gitara
- Chris Bess - harmonika, klavir
- Sean Slade - klavir, orgulje, prateći vokali
- O.K. Chorale - prateći vokali
- Holly George-Warren - bilješke s omota
- Mo Daoud - fotograf

## Vanjske poveznice
- Tekstovi pjesama